# Stephen M. Ross

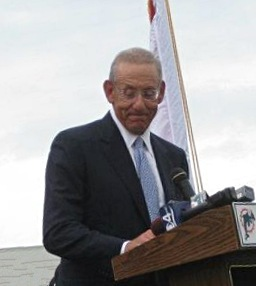
Stephen M. Ross (2010)

Stephen M. Ross (* 10. Mai 1940) ist ein US-amerikanischer Unternehmer und Besitzer des American-Football-Teams Miami Dolphins, das in der National Football League (NFL) spielt.

## Werdegang
Stephen M. Ross besuchte zunächst die öffentliche Mumford High School in Detroit und machte dann seinen Abschluss an der Senior High School in Miami Beach. Anschließend studierte er an der University of Florida und wechselte dann an die Business School der Universität von Michigan, wo er 1962 seinen Bachelor erhielt. Seine Graduierten-Abschlüsse an der Wayne State University in Detroit und der New York University (NYU) finanzierte sein Onkel, der Geschäftsmann und Nachkomme russisch-jüdischer Einwanderer Max Fisher (1908–2005), Gründer von Aurora Gasoline, einst eine der größten Tankstellen-Ketten im Mittleren Westen der USA.
Nach dem Studium arbeitete Ross zunächst als Steuer-Anwalt bei Coopers & Lybrand in Detroit. Im Jahr 1968 wurde er stellvertretender Vice President des Immobilienunternehmens Laird Inc. Danach arbeitete er bei Bear Stearns.

### The Related Companies
Im Jahr 1972 gründete Ross die Firma The Related Companies, ein Unternehmen mit Hauptsitz in New York City, das vorrangig in der Immobilien- und Hotelbranche tätig ist. Zum Portfolio der Firma gehören unter anderem 32 Luxus-Mietgebäude mit über 13.000 Apartments, über 30 Millionen Quadratmeter an Gewerbeflächen, über 5000 Eigentumswohnungen und etwa 60.000 landesweit verteilte Wohneinheiten.
Zudem wird die Equinox Group, eine Luxus-Fitnessstudio-Kette mit 106 Standorten in den USA, als Tochterunternehmen geführt.

## Privatleben
Stephen M. Ross ist seit 2003 mit der Gemmologin und Schmuckdesignerin Kara Ross, zu deren Klientel unter anderem Michelle Obama, Demi Moore und Kate Hudson gehören, verheiratet. Beide brachten je zwei Kinder aus ihren ersten Ehen mit in die Beziehung. Das Paar wohnt im Time-Warner-Center-Gebäudekomplex in Manhattan.

## Vermögen
Ross ist Milliardär. Laut Forbes beträgt sein Privatvermögen ca. sieben Milliarden US-Dollar. Auf der Forbes-Liste der reichsten Menschen der Welt belegt er Platz 369 (Stand: Mai 2021) und auf der Forbes 400-Liste der reichsten US-Amerikaner Platz 74 (Stand: 2020).